# کایل انسینگ
کایل انسینگ (انگلیسی: Kyle Ensing؛ زادهٔ ۶ مارس ۱۹۹۷) بازیکن والیبال اهل ایالات متحده آمریکا است.